# Lista över medlemmar i X-Men
X-Men (på svenska tidigare även X-männen eller X:en) är en superhjältegrupp från Marvel Comics. Nuvarande medlemmar markeras med en asterisk (*). Numera används enbart engelska namn i de tidningar som publicerar X-Men i Sverige. I de fall där svenska namn tidigare förekommit kommer de namnen läggas till allt eftersom.

## Originalmedlemmar
Gruppen bildades i X-Men #1 (September 1963). Tidningen bytte senare namn till Uncanny X-Men
- Angel (Warren Worthington III, på svenska även Ängeln)
- Beast* (Dr. Henry "Hank" McCoy, på svenska även Besten)
- Cyclops* (Scott Summers, på svenska även Cyklopen)
- Iceman* (Robert "Bobby" Drake, på svenska även Ismannen)
- Marvel Girl/Phoenix/Dark Phoenix (Jean Grey, på svenska även Marvelflickan)
- Professor X (Professor Charles Xavier)

## Andra tidiga medlemmar
Medlemmar som anslöt sig efter det att gruppen bildats och innan nypremiären 1975.
- Mimic (Calvin Rankin): anslöt sig i X-Men #27 (1966).
- Changeling (Sidney Jones, på svenska även Kameleonten): härmade Professor X i X-Men #40 (1968), dog i X-Men #42 (1968).
- Havok* (Alex Summers, på svenska även Chock): anslöt sig i X-Men #54 (1969).
- Polaris* (Lorna Dane): anslöt sig i X-Men #60 (1969).

## Medlemmar efter 1975
Den nya gruppen som bildades vid nypremiären och debuterade i Giant-Size X-Men #1 (1975).
- Cyclops* (Scott Summers) Ledare
- Banshee (Sean Cassidy)
- Colossus* (Piotr "Peter" Rasputin)
- Nightcrawler* (Kurt Wagner, på svenska även Nattkryparen och Slamkryparen)
- Sunfire (Shiro Yashida)
- Storm* (Ororo Munroe)
- Thunderbird (John Proudstar): dog i X-Men #95 (1975, på svenska även Åskfågeln).
- Wolverine* (James Howlett, ofta kallad "Logan". På svenska även Järven)
- Phoenix II* (Phoenix-kraften): anslöt sig genom att efterlikna Jean Grey i X-Men #101 October, 1976. Infiltratör.

## Rekryter under 1980-talet
- Shadowcat* (Katherine "Kitty" Pryde): anslöt sig i Uncanny X-Men #139 (1980) även kallad Sprite och Ariel.
- Lockheed: anslöt sig i Uncanny X-Men #166 (February, 1983).
- Rogue*: anslöt sig i Uncanny X-Men #171 (1983).
- Phoenix III* (Rachel Summers): anslöt sig i Uncanny X-Men #184 (1984).
- Magneto (Erik Lensherr): anslöt sig i Uncanny X-Men #200 (1985).
- Psylocke (Elizabeth "Betsy" Braddock): anslöt sig i Uncanny X-Men #213 (1987).
- Dazzler (Alison Blaire): anslöt sig i Uncanny X-Men #214 (1987).
- Longshot: anslöt sig i Uncanny X-Men #215 (1987).
- Jubilee (Jubilation Lee): anslöt sig i Uncanny X-Men #251 (November, 1989).
- Tillfälliga medlemmar på "Muir Island" i Uncanny X-Men #254-255 (December, 1989):
  - Tom Corsi
  - Forge: anslöt sig permanent i Uncanny X-Men #262 (1990).
  - Sharon Friedlander: dog i Uncanny X-Men #298 (1993).
  - Legion (seriefigur) (David Charles Haller): dog in X-Men Omega (1995).
  - Moira MacTaggert: dog i X-Men #108 (2001).
  - Amanda Sefton
  - Alysande Stuart dog i Excalibur #55 (1992).
  - Sunder: dog i Uncanny X-Men #255 (1989).
  - Multiple Man (James Arthur Madrox, på svenska även Kopie-mannen): anslöt sig i Uncanny X-Men Annual #15 1991
  - Siryn (Theresa Rourke Cassidy): anslöt sig i Uncanny X-Men Annual #15 1991

## Rekryter under 1990-talet
- Gambit* (Remy LeBeau): anslöt sig i Uncanny X-Men #266 (Augusti, 1990).
- Den utomjordiska rasen Skrull bytte ut och efterliknade följande medlemmar från Uncanny X-Men #275- to #277 (april - juni, 1991). Infiltratörer.
  - Professor X
  - Psylocke
  - Wolverine
  - Jubilee
- Bishop* (Lucas Bishop): anslöt sig i Uncanny X-Men #287 (1992).
- Revanche: anslöt sig i X-Men #20 (1993), dog i X-Men #31 (1994).
- Utomjordiska rasen Phalanx bytte ut och efterliknade följande medlemmar i Uncanny X-Men #316 (September, 1994). Infiltratörer.
  - Storm
  - Archangel
  - Psylocke
  - Bishop
  - Gambit
- Cannonball (Samuel Guthrie): anslöt sig i X-Force #44 (1995).
- Dark Beast: Alternativ version av Beast. Bytte ut originalet i X-Men Unlimited #10 (1996). Infiltratör.
- Joseph: anslöt sig i X-Men #55 (1996), dog i X-Men #87 (1999).
- Cecilia Reyes: anslöt sig i X-Men #66 (1997).
- Marrow ("Sarah"): anslöt sig i X-Men #68 (1997).
- Maggott ("Japeth"): anslöt sig i Uncanny X-Men #350 (1997), dog i Weapon X #5 (2002)
- Skrullverine: Utomjording av rasen Skrull som efterliknade och trodde sig vara Wolverine, tog hans plats i Uncanny X-Men #370 (1999). Dog i Astonishing X-Men #3 (1999). Infiltratör.
- Tillfälliga rekryter i Astonishing X-Men #1-3 (1999):
  - Cable (Nathan Christopher Summers): anslöt sig permanent i Uncanny X-Men #381 (2000).
  - X-Man (Nate Grey)

## Rekryter under 2000-talet
- Thunderbird III (Neal Shaara): anslöt sig i X-Men #100 (2000).
- Mirage (superhjälte) (Danielle Moonstar): anslöt sig på deltid i X-Men #102 (2000).
- Sage*: anslöt sig i X-Men #102 (2000).
- Tillfälliga rekryter i Uncanny X-Men #392-393 och X-Men #112-113 (2001):
  - Cargill (Johanna Cargill)
  - Northstar* (Jean-Paul Beaubier): anslöt sig permanent i Uncanny X-Men #414 (2002).
  - Wraith (Hector Rendoza)
  - Paulie Provenzano
  - Sunpyre (Leyu Yoshida)
- Emma Frost*: anslöt sig i New X-Men #116 (2001).
- Xorn: anslöt sig genom att efterlikna Kuan-Yin Xorn i New X-Men Annual 2001 (2001). Infiltratör.
- Chamber (Jonathon Starsmore): anslöt sig i Uncanny X-Men #398 (2001).
- Stacy X: anslöt sig i Uncanny X-Men #399 (2001).
- Lifeguard (Heather Cameron): anslöt sig i X-Treme X-Men #7 (2002).
- Slipstream (Davis Cameron): anslöt sig i X-Treme X-Men #10 (2002).
- M (Monet St. Croix): tillfällig rekryt i Uncanny X-Men #410 - #412 (2002).
- Husk (Paige Guthrie): anslöt sig i Uncanny X-Men #413 (2002).
- Juggernaut (Cain Marko): anslöt sig i Uncanny X-Men #425 (2003).

## Allierade

### Alpha Flight

#### Founding members
- Aurora
- Guardian (James MacDonald Hudson; även kallad Vindicator och Weapon Alpha, på svenska även Försvararen, Förkämpen, Värjaren)
- Marrina
- Northstar (på svenska även Nordstjärnan)
- Sasquatch
- Shaman
- Snowbird (på svenska även Snöfågeln)

#### Alpha Flightvolume 1 recruits
- Box (Roger Rochs)
- Diamond Lil
- Madison Jeffries (använde också Boxs identitet)
- Persuasion (även kallad Purple Girl)
- Puck
- Talisman
- Vindicator (Heather Hudson; även kallad Guardian)
- Wildchild (även kallad Weapon Omega)
- Windshear

#### Beta Flight
- Box (Roger Rochs)
- Flashback
- Goblyn
- Manikin
- Puck
- Witchfire

#### Gamma Flight
- Auric
- Diamond Lil
- Madison Jeffries
- Nemesis
- Purple Girl (även känd som Persuasion)
- Silver
- Wildchild

#### Alpha FlightVolume 2
- Flex
- Ghost Girl
- Manbot
- Murmur
- Radius
- Sasquatch II

#### Alpha FlightVolume 3
- Centennial
- Major Maple Leaf II
- Puck II
- Yukon Jack

### The New Mutants

#### New Mutants volume 1
- Karma
- Wolfsbane
- Psyche
- Cannonball
- Sunspot (på svenska även Solfläcken)
- Magma
- Cypher
- Warlock
- Magik
- Rusty
- Skids
- Rictor

#### New Mutants volume 2
- Dani Moonstar*(mentor)
- Prodigy*
- Wind Dancer*
- Wallflower*
- Elixir*
- Surge*
- Icarus*

#### Hellions
- Hellion*
- Tag*
- Rockslide*
- Dust*
- Mercury*
- Wither*

### Excalibur
- Captain Britain (på svenska även Kapten England)
- Meggan
- Phoenix III
- Nightcrawler
- Shadowcat
- Lockheed
- Widget
- Cerise
- Kylun
- Micromax
- Feron
- Daytripper
- Douglock
- Pete Wisdom
- Wolfsbane
- Tangerine

### Generation X
- Banshee (mentor)
- Emma Frost (mentor)
- Jubilee
- Chamber
- Skin
- Synch
- M
- Husk
- Penance
- Mondo
- Gaia
- Artie Maddicks
- Leech
- Franklin Richards
- Gateway
- Ghost

### X-Factor I
- Marvel Girl
- Cyclops
- Iceman
- Angel
- Beast
- Caliban
- Rusty Collins
- Skids

### X-Factor II(bildades i X-Factor #71)
- Havok
- Polaris
- Wolfsbane
- Multiple Man
- Quicksilver (på svenska även Kvicksilver)
- Random
- Strong Guy

### X-Force
- Bedlam
- Cable
- Caliban (döpt efter karaktär i Shakespears pjäs Stormen)
- Domino
- Feral
- Meltdown
- Pete Wisdom
- Rictor
- Shatterstar
- Siryn
- Warpath

### Starjammers
- Corsair, far till Cyclops och Havok
- Ch'od
- Raza
- Hepzibah

### X-Statix(även kända somX-Force II)
- Orpan
- Anarchist
- Doop
- Phat
- Vivisector
- Dead Girl
- Battering Ram
- U-Go Girl
- Spike
- Gin Genie
- La Nuit
- Plazm
- Bloke
- Coach
- Saint Anna
- Zeitergeist
- Sulk

### Big Hero Six
- Sunfire
- Silver Samurai
- Baymax
- Hiro Takachiho
- Gogo Tomago
- Honey Lemon

## Fiender

### Brotherhood of Evil Mutants
- Magneto
- Toad (på svenska även Paddan)
- Mastermind
- Blob (på svenska även Plumpen)
- Unus the Untouchable
- Quicksilver
- Sabretooth
- Sauron
- Scarlet Witch (på svenska även Röda Häxan)

### Brotherhood of Evil Mutants II
- Mystique
- Pyro
- Destiny
- Avalanche
- Blob

### Morlocks
- Callisto

### The Hellfire Club

#### Ursprungliga medlemmar av den inre cirkeln
- Sebastian Shaw ; Svarte kungen
- Emma Frost; Vita drottningen
- Donald Pierce; Vita löparen
- Harry Leland; Svarta löparen

#### Senare medlemmar
- Jean Grey; Svarta drottningen
- Selene; Svarta drottningen
- Friedrich Von Roehm; Svarta tornet
- Magneto; Vita kungen

### Mutant Liberation Front
- Stryfe
- Locus
- Tempo
- Strobe
- Wildside
- Forearm
- Dragoness
- Sumo
- Kamikaze
- Thumbellina
- Reaper
- Zero

### Magneto's Acolytes
- Fabian Cortez

### Nasty Boys
- Gorgeous George
- Hairbag
- Ruckus
- Slab